# Дрежник (Ужице)
Дрежник је насеље у Србији у општини Ужице у Златиборском округу. Према попису из 2022. било је 473 становника.
Овде се налазе Црква Успења Пресвете Богородице у Дрежнику, Капела Светог Пантелејмона у Дрежнику и ОШ „Ђура Јакшић” ИО Дрежник.

## Дрежничка Градина
Дрежничка Градина је заселак села Дрежник. Налази 13 км од Ужица са надморском висином од 932 м. На врху Градине постоји историјски споменик подигнут палим борцима за време Другог светског рата. На западној страни се налази заселак Бацетићи од дестетак домаћинстава, а на источној страни заселак Марковићи са девет кућа. Са јужне стране протиче река Рзав која је сврстана у три најчистије реке у Србији, а са северне стране протиче река Ђетиња. У подножију брда се налази село Злакуса и природни споменик Потпећка пећина. Дрежничка Градина располаже одличним квалитетима за сеоски туризам.

## Познате личности
- Јосиф Цвијовић
- Жарко Гавриловић

## Демографија
У насељу Дрежник живи 659 пунолетних становника, а просечна старост становништва износи 48,3 година (45,6 код мушкараца и 51,0 код жена). У насељу има 273 домаћинства, а просечан број чланова по домаћинству је 2,79.
Ово насеље је великим делом насељено Србима (према попису из 2002. године).
|  |

| Демографија | Демографија | Демографија |
| Година      | Становника  | Становника  |
| ----------- | ----------- | ----------- |
| 1948.       | 1.740       |             |
| 1953.       | 1.720       |             |
| 1961.       | 1.605       |             |
| 1971.       | 1.439       |             |
| 1981.       | 1.228       |             |
| 1991.       | 968         | 959         |
| 2002.       | 761         | 764         |

| Етнички састав према попису из 2002.‍ | Етнички састав према попису из 2002.‍ | Етнички састав према попису из 2002.‍ | Етнички састав према попису из 2002.‍ | Етнички састав према попису из 2002.‍ |
| ------------------------------------ | ------------------------------------ | ------------------------------------ | ------------------------------------ | ------------------------------------ |
|                                      |                                      |                                      |                                      |                                      |
| Срби                                 | Срби                                 |                                      | 758                                  | 99,60%                               |
| Црногорци                            | Црногорци                            |                                      | 1                                    | 0,13%                                |
| непознато                            | непознато                            |                                      | 0                                    | 0,0%                                 |

| Година пописа     | 1948. | 1953. | 1961. | 1971. | 1981. | 1991. | 2002. |
| ----------------- | ----- | ----- | ----- | ----- | ----- | ----- | ----- |
| Број домаћинстава | 303   | 314   | 344   | 344   | 324   | 294   | 273   |

| Број чланова      | 1  | 2  | 3  | 4  | 5  | 6  | 7 | 8 | 9 | 10 и више | Просек |
| ----------------- | -- | -- | -- | -- | -- | -- | - | - | - | --------- | ------ |
| Број домаћинстава | 74 | 86 | 34 | 23 | 34 | 13 | 4 | 3 | 0 | 2         | 2,79   |

| Пол    | Укупно | Неожењен/Неудата | Ожењен/Удата | Удовац/Удовица | Разведен/Разведена | Непознато |
| ------ | ------ | ---------------- | ------------ | -------------- | ------------------ | --------- |
| Мушки  | 337    | 89               | 215          | 27             | 6                  | 0         |
| Женски | 343    | 33               | 217          | 89             | 4                  | 0         |
| УКУПНО | 680    | 122              | 432          | 116            | 10                 | 0         |

| Пол    | Укупно                    | Пољопривреда, лов и шумарство | Рибарство                            | Вађење руде и камена | Прерађивачка индустрија       |
| ------ | ------------------------- | ----------------------------- | ------------------------------------ | -------------------- | ----------------------------- |
| Мушки  | 207                       | 94                            | 0                                    | 0                    | 71                            |
| Женски | 135                       | 114                           | 0                                    | 0                    | 8                             |
| УКУПНО | 342                       | 208                           | 0                                    | 0                    | 79                            |
| Пол    | Производња и снабдевање   | Грађевинарство                | Трговина                             | Хотели и ресторани   | Саобраћај, складиштење и везе |
| Мушки  | 2                         | 10                            | 6                                    | 1                    | 7                             |
| Женски | 0                         | 0                             | 3                                    | 2                    | 0                             |
| УКУПНО | 2                         | 10                            | 9                                    | 3                    | 7                             |
| Пол    | Финансијско посредовање   | Некретнине                    | Државна управа и одбрана             | Образовање           | Здравствени и социјални рад   |
| Мушки  | 0                         | 1                             | 0                                    | 1                    | 0                             |
| Женски | 0                         | 0                             | 1                                    | 0                    | 6                             |
| УКУПНО | 0                         | 1                             | 1                                    | 1                    | 6                             |
| Пол    | Остале услужне активности | Приватна домаћинства          | Екстериторијалне организације и тела | Непознато            | Непознато                     |
| Мушки  | 12                        | 0                             | 0                                    | 2                    | 2                             |
| Женски | 0                         | 0                             | 0                                    | 1                    | 1                             |
| УКУПНО | 12                        | 0                             | 0                                    | 3                    | 3                             |